# توبوليف تو-2000
توبوليف تو-2000 تصميم لطائرة تجريبية تفوق سرعتها سرعة الصوت من مكتب تصميم توبوليف. طرح المشروع بهدف اختبار التقنيات اللازمة لبناء مركبة أحادية المرحلة إلى المدار وإمكانية بناء طائرة قاذفة عابرة للقارات (مشروع القاذقة تو-360).

## التصميم والتطوير
بدأ تطوير النموذج سنة 1986 كرد سوفيتي على مشروع روكويل إكس-30 الأمريكي. واصلت الحكومة الروسية تمويل المشروع بعد تفكك الإتحاد السوفييتي حتى سنة 1992 حيث توقفت الأعمال لشح الموارد المادية.
قُدّر وزن النموذج الأولي بين 70 و 90 طن متري وطول يبلغ 60 مترا، بينما قدر وزن المركبة النهائية بين 210-280 طن متري. كما قدرت حمولة المركبة القصوى بما يعادل 10 أطنان إلى مدار بإرتفاع 200-400 كيلومتر.
بدأ العمل في المشروع في سبعينيات القرن العشرين، حيث شرع مكتب توبوليف في تطوير مركبة بوزن إطلاق يبلغ حوالي 300 طن متري (660,000 رطل)، كما تمت دراسة عدة أنماط دفع مختلفة من ضمنها استخدام وقود الصواريخ السائل و الدفع النووي ومحرك البلازما والمحرك الأيوني .
سبب ظهور برنامج مكوك الفضاء الأمريكي تسريع وتيرة العمل في المشروع. قُدمت دراسة لمركبة مدارية أحادية المرحلة بمحرك صاروخي يعمل بالوقود السائل يمكن إطلاقه من الأرض أو من حاملات الطائرات خلال الفترة بين 1981 و 1984. كما تم إقتراح نسخة بها محطة طاقة مشتركة تتضمن محركا نفاثا ومحركا نفاثا تضاغطيا و محرك صاروخ بوقود سائل، أصبحت هذه النسخة فيما بعد النموذج الأولي لـ Tu-2000.
تم تصميم الطائرة كطائرة عديمة الذيل بجناح مثلث الشكل ومحرك أسفل بدن الطائرة. كما أن العنصر الأساسي في التصميم هو محطة الطاقة المشتركة التي تضمنت:
- 4 محركات نفاثة في الجزء الخلفي من الطائرة.
- محرك نفاث تضاغطي واحد في الجزء الخلفي من الطائرة.
- محركين صاروخيين يعملان بالوقود السائل للمناورة في الفضاء مثبتة بين المحركات النفاثة.

كان العدد الكبير من المحركات مطلوبًا لتحسين الكفاءة في أوضاع الطيران المختلفة. احتلت خزانات وقود الهيدروجين السائل معظم حجم الطائرة. كان الطاقم المكون من شخصين موجودًا في أنف الطائرة. ووفر نظام الإنقاذ الآلي للطاقم سبيلا للهروب في جميع الارتفاعات. صممت المقصورة لتكون قابلة للفصل من باقي المركبة، كما تمت دراسة خيارين لإنقاذ الطاقم: إما الإنقاذ بواسطة مظلة من قمرة القيادة أو استخدام مقعد طرد.
ركبت أجهزة الراديو والإلكترونيات خلف قمرة القيادة. واحتوى الجزءان الأوسط و الخلفي من جسم الطائرة على خزانات وقود الهيدروجين السائل. يقع خزان الأكسجين السائل الذي يزود المؤكسد لمحركات الصواريخ في ذيل جسم الطائرة. تم استخدام الهيدروجين السائل كوقود لجميع المحركات ويتم تزويد كافة المحركات بالوقود من نظام وقود واحد.
صممت الطائرة بآلية هبوط دراجة ثلاثية العجلات . صمم العتاد الأمامي بعجلات مزدوجة ذات قطر صغير مع إطارات عالية الضغط، بينما صمم العتاد الرئيسي بعجلات أكبر.

## المواصفات
الخصائص العامة
- الطاقم: 2
- السعة: 8000 كلغ
- الطول: 72 م (236 قدم و 2 بوصة)
- باع الجناح: 14 م (45 قدم و 11 بوصة)
- الارتفاع:  ()
- الحمولة المسموح بها: 8000 كلغ ()
- وزن الإقلاع الأقصى: 280,000 كلغ ()

الأداء
- السرعة القصوى: 25 ماخ

## روابط خارجية
- النقل الفضائي: Tupolev Tu-2000 Hyperplane - روسيا